# Mănăstirea Sărăcinești
Mănăstirea Sărăcinești este o mănăstire ortodoxă din România situată în satul Valea Cheii, județul Vâlcea.
Mănăstirea este inclusă în Lista monumentelor istorice din România, având codul de clasificare VL-II-a-B-09960.